# Fizuli
Fizuli (azerbajdzjanska: Füzuli, armeniska: Ֆիզուլի, ryska: Физули) är en distriktshuvudort i Azerbajdzjan.   Den ligger i distriktet Füzuli Rayonu, i den södra delen av landet, 250 km väster om huvudstaden Baku. Fizuli ligger 419 meter över havet och antalet invånare är 26 765.
Terrängen runt Fizuli är kuperad västerut, men österut är den platt. Fizuli är det största samhället i trakten. 
Trakten runt Fizuli består till största delen av jordbruksmark. Runt Fizuli är det ganska tätbefolkat, med 72 invånare per kvadratkilometer.